# Tolus appalachius
Tolus appalachius – gatunek kosarza z podrzędu Laniatores i rodziny Phalangodidae. Jedyny znany przedstawiciel monotypowego rodzaju Tolus

## Występowanie
Gatunek endemiczny dla Stanów Zjednoczonych, występujący w Tennessee.